# Ameliorate
Ameliorate es el primer EP de la banda de rock progresivo y rock psicodélico An Endless Sporadic que está formada por 4 canciones (todas instrumentales) escritas por la banda:

## Canciones
1. "Anything" (4:48)
2. "Impulse" (4:25)
3. "Sun of Pearl" (5:06)
4. "Adventures of Jabubu" (3:48)

## Curiosidades
Las canciones Impulse y Anything están incluidas en la entrega de videojuegos Guitar Hero III y Guitar Hero World Tour y la canción Sun of Pearl está incluida en el banda sonora del videojuego Tony Hawk's American Wasteland.

## Miembros
- Zach Kamins - guitarra, bajo y teclado
- Andy Gentile - batería y percusiones

- Datos: Q8197270